# Terremoto di Vrancea del 1977

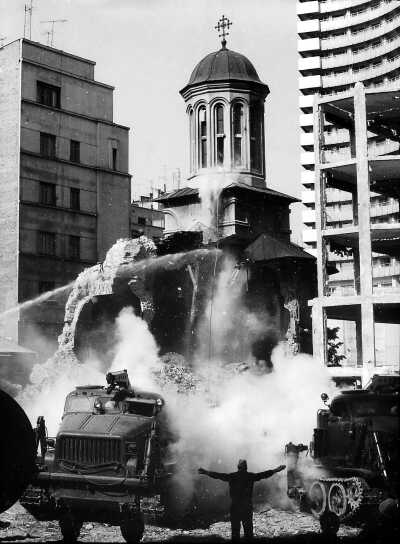
Crollo di una chiesa a seguito del terremoto di Bucarest

Il terremoto di Vrancea, in Romania noto come Cutremurul din 1977 (Cutremurul din '77) si scatenò alle 21:22:22 locali di venerdì 4 marzo 1977. Delle 1.570 vittime che causò, ben 1.424 vivevano a Bucarest e tra queste c'erano il famoso attore Toma Caragiu, il poeta Anatol E. Baconski, la cantante Doinea Badea.
Ha avuto una magnitudo di 7,4 Ml, è durato 55 secondi, 56 secondo altre fonti con 1.570 vittime (1.578 da altre fonti) di cui 1.391 (1.424 secondo altre fonti) solo in Bucarest. Il suo ipocentro è stato individuato nel distretto di Vrancea ad una profondità di 94 km.
Circa 35.000 edifici sono stati danneggiati, danni che sono stati calcolati ammontare a una cifra di 2 miliardi di dollari.
A Bucarest 33 grandi palazzi sono andati distrutti (molti di questi erano stati costruiti prima della Seconda guerra mondiale e mai restaurati), ma dopo quella data il governo rumeno impose nella costruzione di palazzi degli standard antisismici.
Purtroppo il terremoto fu anche un pretesto per la distruzione di circa 1/3 dell'abitato per far posto al cosiddetto Centrul Civic, in stile neo-stalinista, voluto da Nicolae Ceaușescu, che, pare, fosse rimasto colpito dall'architettura di Pyongyang durante una visita di stato.
In Bulgaria questo terremoto è chiamato il "Terremoto di Svištov" cioè il nome della città in territorio bulgaro che ebbe come conseguenza la distruzione di tre palazzi con la morte di 100 persone.

## Repliche
Il terremoto ebbe diverse repliche di magnitudo inferiore. La più forte il 5 marzo ora 02:00, profondità di 109 km con magnitudo 4,9 gradi Richter, e repliche successive di 4,3 e 4,5 gradi Richter.

## Effetti
Il terremoto si avvertì in tutta Europa del Sud-Est, fino a Mosca e San Pietroburgo. Nella Muntenia, Moldova, con effetti sul suolo.
| Intensità | Località                                   | Distanza epicentro | Distanza focale     |
| --------- | ------------------------------------------ | ------------------ | ------------------- |
| V         | Brașov                                     | 91                 | 143                 |
| VI        | Vrâncioaia                                 | 2                  | 110                 |
| VI–VII    | Craiova Galați                             | 288 112            | 308 157             |
| VII–VIII  | Alexandria Buzău Focșani Ploiești Zimnicea | 234 80 39 115 268  | 259 136 117 159 290 |
| VIII-IX   | Bucarest                                   | 166                | 199                 |